# ابن الزقاق البلنسي
علي بن عطية بن مطرف أبو الحسن اللخمي المعروف بإبن الزقاق البلنسي (490 - 528 هـ / 1096 - 1134 م) هو شاعر أندلسي.
ولد في بلنسية، وعاش حوالي أربعين سنة، وهو ابن أخت الشاعر ابن خفاجة.
شعره محفوظ في ديوان مخطوط بالظاهرية. وقد طبع ديوانه سنة 1964 م عن دار الثقافة (بيروت)، بتحقيق من عفيفة محمود ديراني، وطبع مرة أخرى سنة 1994 م. من اشعاره: